# گردان‌های جهاد جبریل
گردان‌های جهاد جبریل (عربی: کتائب جهاد جبریل‎) شاخه شبه‌نظامی جبهه خلق برای آزادی فلسطین – فرماندهی کل را تشکیل می‌دهند. نام آنها از جهاد احمد جبریل، پسر احمد جبریل بنیانگذار و رئیس سابق این تیپ‌ها، گرفته شده است که در سال ۲۰۰۲ در یک بمب‌گذاری خودرو در بیروت کشته شد. نماد آنها پرچم جبهه خلق برای آزادی فلسطین – فرماندهی کل به رنگ سیاه و سفید است.

## تاریخچه
در ابتدا، آنها شاخه شبه‌نظامی جبهه خلق برای آزادی فلسطین را تشکیل دادند که در سال ۱۹۶۹ پس از انشعاب در جبهه خلق برای آزادی فلسطین پس از امتناع جبرئیل از مارکسیستی شدن جبههٔ خلق تأسیس شد.
این تیپ‌ها در جنگ جنوب لبنان در کنار حزب‌الله، جبهه مقاومت ملی لبنان و جنبش امل علیه نیروهای دفاعی اسرائیل و همدستان آنها در ارتش جنوب لبنان شرکت کردند. در همان زمان، جبهه خلق برای آزادی فلسطین-فرماندهی کل، آشکارا با حزب‌الله لبنان متحد شد.
در سال ۲۰۰۸، گردان‌های جهاد جبرئیل موشک‌هایی را به سمت شهر نتیوت در اسرائیل شلیک کردند.
این تیپ‌ها سلاح‌های خود را آموزش می‌دهند و کارخانه‌های تولید مواد منفجره و موشک دارند. اگرچه تیپ‌ها از نظر اطاعت سکولار هستند، اما در دهه ۲۰۰۰ به حماس نزدیک‌تر شدند، اما در دهه ۲۰۱۰ پس از جنگ داخلی سوریه از آن فاصله گرفتند. با این حال، آنها همچنان در نوار غزه فعال هستند.
آنها به‌طور فعال در جنگ داخلی سوریه در کنار حزب بعث سوریه شرکت داشته‌اند و به‌طور قابل توجهی با ارتش آزاد سوریه، گروه اسلام‌گرای فلسطینی طرفدار شورشیان، اکناف بیت‌المقدس، و داعش در طول نبرد اردوگاه یرموک درگیر شده‌اند. اعتقاد بر این است که حدود ۴۰۰ عضو جبهه خلق برای آزادی فلسطین-فرماندهی کل در طول جنگ داخلی سوریه کشته شده‌اند.
گردان‌های جهاد جبرئیل به‌طور فعال در آموزش‌های مشترک در نوار غزه با سایر جناح‌های فلسطینی شرکت می‌کنند، با وجود اختلافات ایدئولوژیکی با جهاد اسلامی فلسطین همکاری می‌کنند. نیروهای آنها در جنگ غزه در کنار گردان‌های عزالدین قسام و سایر نیروهای متحد فلسطینی شرکت داشته‌اند.